# Moraga
Moraga is een plaats in Contra Costa County in Californië in de VS.

## Geografie
Moraga bevindt zich op 37°50'38" Noord, 122°7'28" West. De totale oppervlakte bedraagt 24,0 km² (9,3 mijl²) waarvan slechts 0,11% water is.

## Demografie
Volgens de census van 2000 bedroeg de bevolkingsdichtheid 678,5/km² (1756,9/mijl²) en bedroeg het totale bevolkingsaantal 16.290 dat bestond uit:
- 81,10% blanken
- 1,01% zwarten of Afrikaanse Amerikanen
- 0,15% inheemse Amerikanen
- 12,44% Aziaten
- 0,09% mensen afkomstig van eilanden in de Grote Oceaan
- 1,45% andere
- 3,75% twee of meer rassen
- 4,76% Spaans of Latino

Er waren 5662 gezinnen en 4325 families in Moraga. De gemiddelde gezinsgrootte bedroeg 2,59.

## Plaatsen in de nabije omgeving
De onderstaande figuur toont nabijgelegen plaatsen in een straal van 16 km rond Moraga.